# 펄 재단
펄 재단(The Perl Foundation, TPF)은 열린 토론, 협업, 설계, 코드를 통해 펄 프로그래밍 언어의 발전을 수행하는 단체이다. 펄 재단은 미시간주 홀랜드에 위치한 비영리 501(c)(3) 단체이다.

## 프로젝트 및 활동
펄 재단은 여러 방식으로 펄의 이용과 개발을 지원하고 있다:
- 국제 YAPC 지원
- 펄 프로젝트에 상 수여
- 펄몽크스, 펄 몬저스, www.perl.org과 같은 커뮤니티 웹사이트 지원 (자세한 내용은 Perl NOC를 참조)
- 펄 6의 저작권 보유
- 한 해에 한 차례 펄 화이트 캐멀 어워드 수여

## 관리
날마다 TPF의 사업은 연구비 위원회(grants committee), 콘퍼런스 위원회(conferences committee)를 포함한 일부 위원회들에 의해 운영된다.
회원 목록은 TPF 웹사이트에서 확인할 수 있다.